# Američke olimpijske kvalifikacije u plivanju i atletici
Trialsi (eng: trials) izlučno, i nemilosrdno, natjecanje američkih plivača, ili atletičara, za Olimpijske igre), a održava se otprilike oko mjesec, mjesec i pol, prije samih Igara.
Nemilosrdno stoga što se za Olimpijske igre kvalificira, u plivanju dvoje prvoplasiranih, a u atletici troje (iz jednostavnog razloga što na Olimpijskim igrama svaka zemlja po svakoj disciplini, osim štefetnih, u plivanju, smije nastupiti s dvoje natjecatelja, a u atletici s troje); i to bez obzira na sve dotadašnje uspjehe, zlatne medalje, svjetske rekorde, ili ne znam kako slavno ime. Treće i četvrto plasirani plivač(ica) te četvrto plasirani atletičar(ka) odlaze na OI samo u sastavu štafete, i to samo u onim disciplinama koje su štafetne, npr. treće i četvrto plasirani plivač na 100 m i 200 m slobodno, ali ne i oni treće i četvrto plasirani na npr. 200 m mješovito; kao i četvrto plasirani atletičar (ili atletičarka) na 100 m i 400 m, ali ne i onaj četvrto plasirani u npr. skoku u vis. 
Eventualno, po procjeni izbornika ali vrlo rijetko, ide još netko, kao pričuva. Ovo više desetljeća staro američko pravilo izbora olimpijskih natjecatelja dovelo je, u dosadašnjim predolimpijskim izborima, do nemalih drama i osobnih trauma pojedinih plivača ili atletičara koji su, inače, u svojoj disciplini bili zasigurno ili najbolji ili među najboljima na svijetu i koje bi svaka druga svjetska reprezentacija objeručke prihvatila u svoje redove, ali, eto, toga dana, jednostavno, ili nisu bili u top-formi, ili su bili lagano ozlijeđeni ili su jednostavno imali “loš dan”, a nemali broj puta pokazalo se da bi kasnije, na samim Igrama, polučili bolji rezultat od pobjednika na trialsima. Čak se, kao posljedica toga, dešavalo da neki atletičari, otpavši na trialsima, a imaju na to pravo po roditeljskom porijeklu, nastoje brže-bolje promijeniti državljanstvo (!) i, ako uspiju na vrijeme, a dešavalo se i to, s putovnicom nove domovine ipak nastupe na Igrama.
Na ovaj način izbora, unutar samih američkih plivačkih i atletskih krugova ima dosta kritike, ali mjerodavni ničim ne pokazuju da bi se ovaj način izbora mogao promijeniti.
Primjeri:
- 1972. godine na američkim plivačkim trialsima, izlučnom natjecanju za Olimpijske igre u Münchenu američki plivač Kurt Krumpholz postigao je, u prednatjecanju 4. kolovoza, svjetski rekord na 400 m slobodno (4:00.11), da bi u polufinalu, iz samo njemu znanih razloga, podbacio, nije se dakle plasirao u finale plivačkih trialsa, i Igre u Münchenu – nije vidio, iako je tim svjetskim rekordom (koji je, usput rečeno, trajao do rujna 1973.) bio, po rezultatu, bolji i od pobjednika trialsa Ricka DeMonta (kasnijeg svjetskog rekordera, prvog plivača koji je plivao 400 m ispod 4 minute), a i od, mjesec dana kasnijeg, olimpijskog pobjednika Australca Brada Coopera (4:00.27).

- 1988. godine slavni američki atletičar, trkač na 110 m s preponama, Greg Foster, svjetski prvak 1983. iz Helsinkija i 1987. iz Rima, te srebrni s Igara u Los Angelesu četiri godine ranije, trkač s najboljim vremenom te sezone, uoči američkih atletskih trialsa ozlijedio je – ruku. Iako je do Igara ostalo gotovo dva mjeseca, iako je svima bilo jasno da bi Foster do tada odavno sanirao ozljedu ruke, i bio potpuno spreman za nastup na Igrama u Seoulu i tamo se sigurno borio za zlato; milosti, ni za njega, nije bilo. Na snazi je ostalo staro pravilo: ako toga dana nisi pravi, ako nisi među prvom trojicom na trialsima, na Olimpijske igre – ne ideš.